# Jasmila Žbanić
Jasmila Žbanić (Szarajevó, 1974. december 19. –) bosnyák filmrendező. Ismert filmje a Szerelmem, Szarajevó (Grbavica), amely 2006-ban Arany Medve díjat nyert az 56. Berlini Nemzetközi Filmfesztiválon. 2010-es Na putu című filmjét Arany Medvére jelölték a 60. Berlini Nemzetközi Filmfesztiválon.

## Élete
A szarajevói Előadóművészeti Akadémia rendezői szakán szerzett oklevelet. Egy ideig az Amerikai Egyesült Államokban dolgozott a vermonti Bread and Puppet Theater bábszínészeként, valamint egy Lee De Long műhely bohócaként. Boszniába visszatérve 1997-ben megalapította a Deblokada művészegyesületet, és dokumentumfilmeket és rövidfilmeket kezdett készíteni.
2006-os Szerelmem, Szarajevó című filmje Arany Medve díjat nyerte a berlini filmfesztiválon, és a Legjobb film kitüntetést is elnyerte. Úton (Na putu) címjét szintén a berlini fesztivál fődíjára jelölték 2010-ben. Új filmje, amelynek megjelenését 2016 őszére tervezik, a srebrenicai mészárlást jeleníti meg.

## Filmográfia
- Autobiografija (1995)
- Poslije, poslije (1997)
- Noć je, mi svijetlimo (1998)
- Ljubav je... (1998)
- Red Rubber Boots (2000)
- Sjećaš li se Sarajeva (2003)
- Images from the Corner (2003)
- Birthday (2004)
- Elveszett tárgyak (2005)
- Szerelmem, Szarajevó (Grbavica) (2006)
- Úton (Na putu) (2010)
- For Those Who Can Tell No Tales (2013)
- Otok ljubavi (2013)
- Szerelemsziget (2014)
- Quo vadis, Aida? (2020)

## Díjai
- A Soros Kortárs Művészeti Központ díja az Autobiografija illetve a Poslije, poslije című filmjeiért
- A Szarajevói Filmfesztivál különdíja a Noć je, mi svijetlimo című filmjéért
- Arany Medve valamint az Ökumenikus Zsűri díja az 56. Berlini Nemzetközi Filmfesztiválon a Szerelmem, Szarajevó című filmért (2006)
- A Les Arcs Filmfesztivál Femme de Cinema díja a For Those Who Can Tell No Tales című filmjéért (2013)[5]
- Legjobb rendező díja a 34. Európai Filmdíj-gálán a Quo vadis, Aida? című filmjéért (2021)

## Fordítás
- Ez a szócikk részben vagy egészben  a   Jasmila Žbanić című angol Wikipédia-szócikk ezen változatának fordításán alapul.  Az eredeti cikk szerkesztőit annak laptörténete sorolja fel. Ez a jelzés csupán a megfogalmazás eredetét és a szerzői jogokat jelzi, nem szolgál a cikkben szereplő információk forrásmegjelöléseként.